# Brigitte Nielsenová

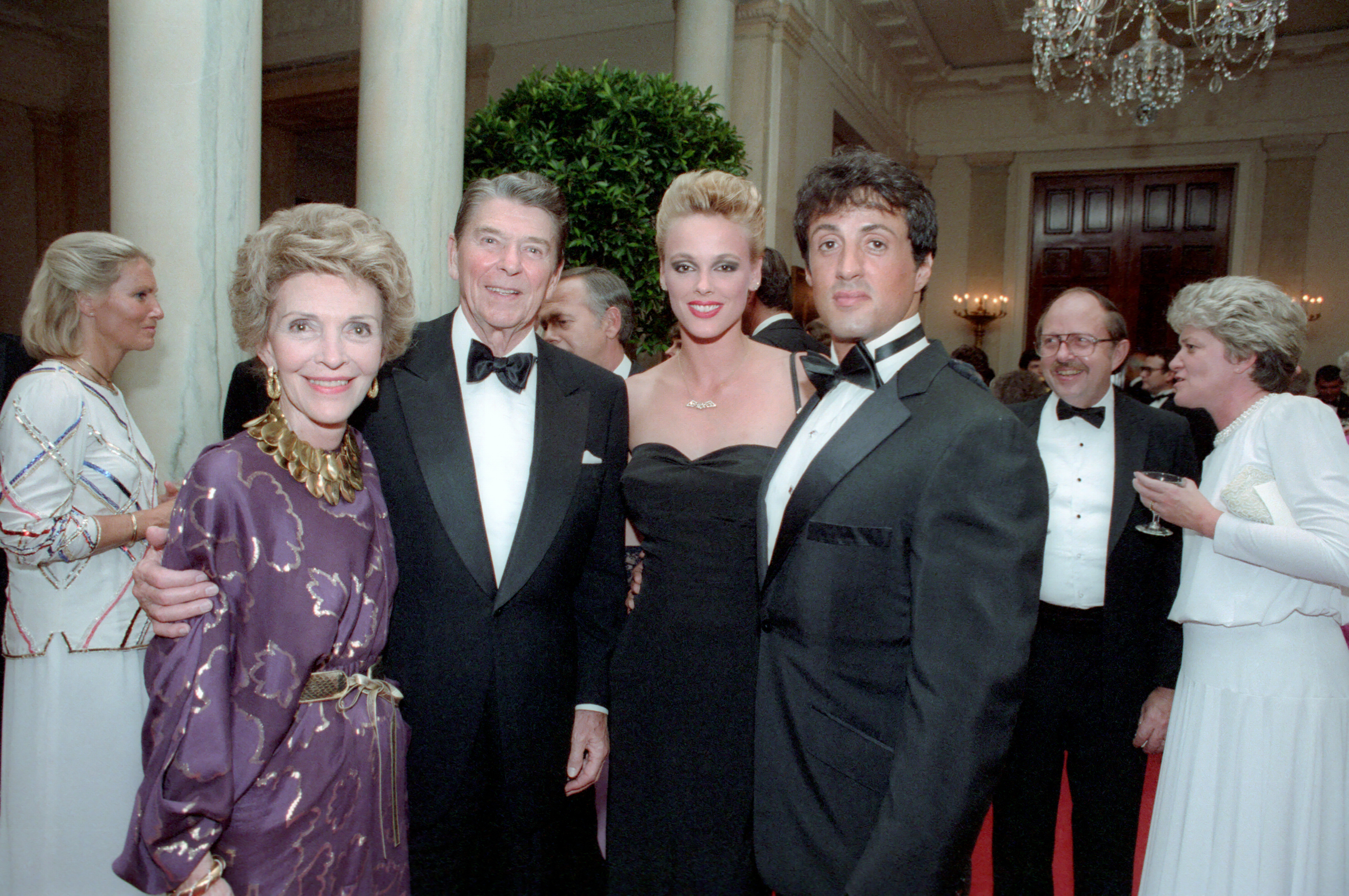
Setkání s Ronaldem Reaganem v Bílém domě roku 1985

Brigitte Nielsenová (* 15. července 1963 Rødovre) je dánská herečka. Proslavila se v 80. letech 20. století, kdy si zahrála v několika velmi populárních snímcích. Popularitu podpořila neskrýváním svých fyzických předností, manželstvím se slavným americkým hercem Sylvestrem Stallonem (1985–1988) a hlavně skandály spojenými s jejich rozvodem.

## Kariéra
Je dcerou inženýra a knihovnice. Začínala jako modelka agentury Elite. Fotografovala s Gregem Gormanem i Helmutem Newtonem. Roku 1985 si ji Dino De Laurentiis vybral pro titulní roli udatné červenovlasé bojovnice, která se s pomocí velekněze (Arnold Schwarzenegger) mstí kruté královně (Sandahl Bergmanová) za smrt svých rodičů ve fantasy snímku Rudá Sonja (Red Sonja) (režíroval R. Fleischer), přestože nikdy nestudovala hereckou školu. Tím byla odstartována její hvězdná, byť nikoli dlouhá kariéra, podpořená i sňatkem se Sylvestrem Stallonem ve stejném roce. Jako svůdná Ruska Ludmila, olympijská vítězka v plavání, doprovázející svého manžela – amatérského mistra světa v boxu (Dolph Lundgren) – na setkání s americkým šampionem (Sylvester Stallone), účinkovala ve filmu Rocky IV (režíroval S. Stallone). O rok později se objevila v roli reklamní modelky Ingrid, kterou zachrání před sektou sadistických vrahů policejní specialista (Sylvester Stallone), v akčním kriminálním filmu Cobra.
Díky těmto dvěma filmům se její vzhled stal jedním ze symbolů nezávislé ženy 20. století: hrdé držení těla, mužské razantní pohyby, koketní obočí a pevně vyčesané, tužidlem zpevněné vlasy platinové blondýnky. Její poslední velká příležitost byla role sadistické profesionální vražedkyně Karly Fryové v kriminální komedii Policajt v Beverly Hills II (režíroval T. Scott). Pak už nezískala žádnou větší nabídku.
Snažila se ještě prosadit v Evropě jako zpěvačka, a to deskou Every Body Tells a Story a hlavně společným duetem s rakouským zpěvákem Falcem (Body Next To Body), ale nepříliš úspěšně. Některé písně později produkovala i pod novým jménem Gitta Nielsen.
Později se definitivně přeorientovala na nenáročné „béčkové“ snímky. Dva z nich natáčela v 90. letech i v Československu – Peklo v řetězech II a Princezna Fantaghiro.

## Filmografie

### Film
| Rok  | Film                       | Role                     |
| ---- | -------------------------- | ------------------------ |
| 1985 | Rudá Sonja                 | Titulní role             |
| 1985 | Rocky IV                   | Ludmilla Vobet Drago     |
| 1986 | Cobra                      | Ingrid                   |
| 1987 | Policajt z Beverly Hills 2 | Karla Fry                |
| 1988 | Bye Bye Baby               | Lisa                     |
| 1988 | Domino                     | Domino                   |
| 1989 | Murder by Moonlight        | Maggie Bartok            |
| 1992 | 976-Evil II                | Agnes                    |
| 1992 | The Double 0 Kid           | Rhonda                   |
| 1992 | Mission of Justice         | Dr. Rachel K. Larkin     |
| 1992 | Fantaghirò 2               | Temná čarodějka          |
| 1993 | Fantaghirò 3               | Temná čarodějka          |
| 1993 | Peklo v řetězech 2         | Magda Kassar             |
| 1994 | Fantaghirò 4               | Temná čarodějka          |
| 1995 | Compelling Evidence        | Michelle Stone           |
| 1995 | Body Count                 | Sybil                    |
| 1995 | Galaxis                    | Ladera                   |
| 1996 | Fantaghirò 5               | Temná čarodějka          |
| 1996 | Snowboard Academy          | Mimi                     |
| 1998 | Paparazzi                  | Gitte                    |
| 1999 | She's Too Tall             | Veronica Lamar           |
| 2000 | Hostile Environment        | Minna                    |
| 2000 | Doomsdayer                 | Elizabeth Gast           |
| 2008 | The Hustle                 | Bohatá dáma              |
| 2009 | Alice's Birthday           | Kapitánka (hlas)         |
| 2009 | The Fish                   | sama sebe                |
| 2010 | Big Money Rustlas          | žena                     |
| 2011 | Ronal the Barbarian        | Královna Amazonek (hlas) |
| 2012 | Eldorado                   | anděl                    |
| 2012 | GrindHouse 2wo             | anděl                    |
| 2013 | The Key                    |                          |
| 2014 | Exodus                     | matka                    |

### Televize
| Rok  | Snímek                 | Role            | Pozn.                          |
| ---- | ---------------------- | --------------- | ------------------------------ |
| 1992 | Counterstrike          | Monica Steile   | Episoda: „Bastille Day Terror“ |
| 2000 | Un posto al sole       | Gitte           | 2 epizody                      |
| 2009 | Nite Tales: The Series | Mona            | Episoda: „Black Widow“         |
| 2011 | SOKO 5113              | Gina Wartenberg | Epizoda: „Stuttgart ist sexy“  |

## Diskografie
- 1988 Every Body Tells a Story
- 1992 I'm the One... Nobody Else
- 2000 No More Turning Back
- 2001 Tic-Toc
- 2002 Gitta vs. RuPaul
- 2008 Brigitte Nielsen (remasterovaná alba I'm the One... Nobody Else a Every Body Tells a Story)